# 新城島

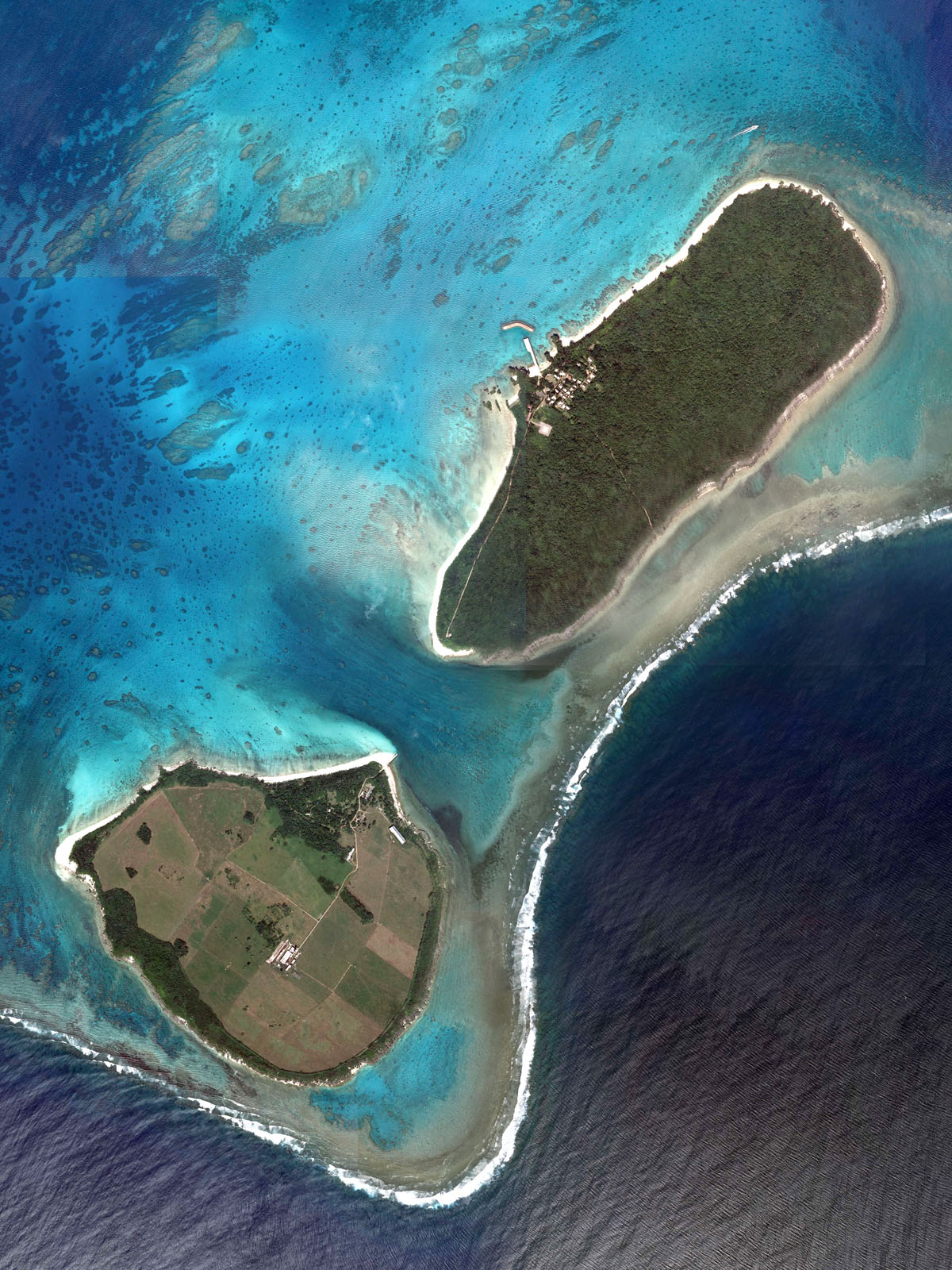
新城島両島の空中写真（2008年）
国土地理院の地図・空中写真閲覧サービスを基に作成。

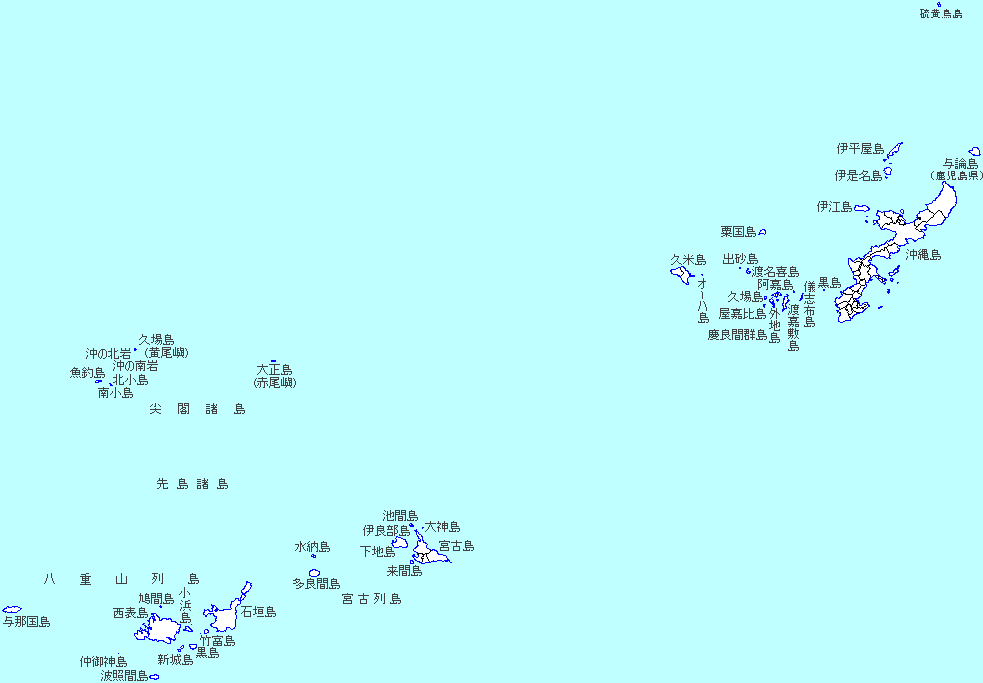
沖縄本島と八重山列島の位置図

新城島（あらぐすくじま）は、沖縄県八重山郡竹富町に属する八重山列島の島である。上地島（かみじじま、かみぢじま）及び下地島（しもじじま、しもぢじま）の2つの島の総称である。
離れた2つの島からなることから、八重山語（八重山方言）で「離れ」を意味するパナリまたはパナリ島とも呼ばれる。なお、下地島については、宮古列島（沖縄県宮古島市）にも同名の下地島が存在する。

## 地理
新城島は、西表島の南東約7km、石垣島の南西約23kmの石西礁湖に位置する。上地島と下地島からなり、2島の間は約420mあるが、東側はリーフで繋がっており、大潮の干潮時にはリーフの一部が水面上に現れて、歩いて渡ることができる。
上地島は、東北から南西方向に細長く延びた島で、同方向の長さが約2.5km、最大幅が約0.7km。大部分は森で覆われている。集落は西海岸中部にあり、2001年時点で26戸の家屋が残っていたが、常時住んでいる人口は10人未満である。
下地島は、南北方向約1.3km、東西方向約1.5kmの略半円形の島である。集落は現存しない。かつての集落は北部に位置していた。現在は牧畜業が営まれ、外周部の森と海岸以外は全体が肉用牛の牧場になっている。下地島に滞在しているのは牧場の管理人のみである。

### 自然
全域が西表石垣国立公園に含まれる。
島周辺は、かつての南西諸島におけるジュゴンの最大の生息地の一つであったとされる。新城島ではジュゴンの捕獲が許可され、その干し肉を人頭税の一部として琉球王府に献納していた。現在では沖縄本島近海以外ではジュゴンは絶滅したと考えられているが、新城島近海での目撃例があり、2020年度には新城島沿岸でジュゴン喰み跡が確認されている。
八重山列島の他の島と同様に、野生化したインドクジャクが繁殖していたが、2006年から2009年にかけて集中的に駆除された。

### 人口
| 年度 | 年度   | 2005年 | 2006年 | 2007年 | 2008年 | 2009年 | 2010年 | 2011年 | 2012年 | 2013年 | 2014年 | 2015年 | 2016年 | 2017年 | 2018年 | 2019年 | 2020年 | 2021年 | 2022年 |
| ---- | ------ | ------ | ------ | ------ | ------ | ------ | ------ | ------ | ------ | ------ | ------ | ------ | ------ | ------ | ------ | ------ | ------ | ------ | ------ |
| 人口 | 上地島 | 5人    | 6人    | 9人    | 8人    | 10人   | 10人   | 11人   | 14人   | 13人   | 13人   | 12人   | 13人   | 10人   | 12人   | 9人    | 10人   | 10人   | 11人   |
| 人口 | 下地島 | 2人    | 2人    | 2人    | 2人    | 3人    | 3人    | 2人    | 3人    | 2人    | 2人    | 2人    | 2人    | 2人    | 2人    | 1人    | 1人    | 2人    | 2人    |

なお、住民基本台帳の基礎となる住民登録上では住所を新城島に置いていても、実際には石垣島や西表島にも家があり、新城島との間を行き来している人が多い。
新城島出身者の郷友会が石垣島等にあり、祭の時期には島の出身者が戻り賑わいをみせる。

## 歴史

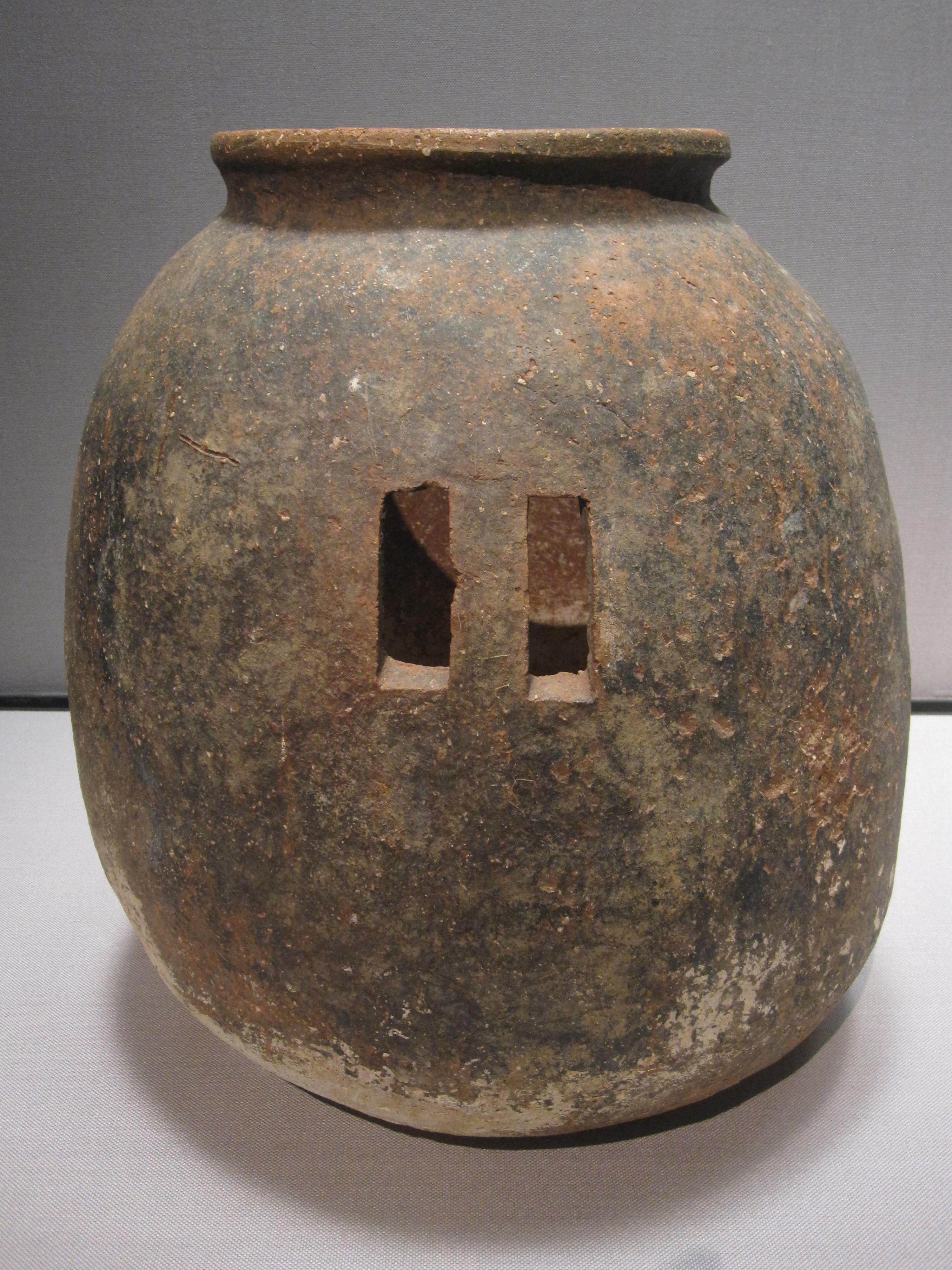
パナリ焼の壺。17世紀・琉球王国第二尚氏時代の作。東京国立博物館所蔵。

成宗8年（1477年）に朝鮮の済州島の漂流民3人が与那国島の島民に救助され、島伝いに送還された際に残した記録が『李朝実録』に収められている。漂流民は、「捕月老麻伊是麼」（波照間島）の次に「捕剌伊是麼」に送られたとあり、これが新城島のこととみられる。波照間島からは一昼夜で着き、島は平坦で2日ほどで一周できた。民家は40戸余で、男女ともに青い玉を腕輪や足輪としていた。また、キビやアワ、麦が栽培されていたが、米は西表島で入手していたという。
近世初頭には、琉球王国の2島・6間切のうち黒島に属し、1628年に3間切に再編された後は石垣間切に属した。水田がないため、島民は西表島の南風見村に船で通って耕作を行った。
17世紀頃から19世紀中頃にかけてはパナリ焼きと呼ばれる素焼きの土器が生産され、八重山列島各地に流通していた。由来や製法には不詳な点が多いが、新城島に漂着した中国人から伝えられたともいわれ、粘土にタブノキの粘液やヤコウガイ等の貝殻片を混ぜて手びねりで成形し、カタツムリ等の貝類の粘液を塗って整形して、露天で焼成したとされる。
1893年（明治26年）に八重山列島を訪れた笹森儀助は、西表島南風見村の東の海岸に新城島や黒島の農民の耕作小屋が6、7軒あると記録している。南風見村は1920年（大正9年）に廃村となったが、1938年（昭和13年）に新城島からの入植が始まり、大原集落が形成された。第二次世界大戦の沖縄戦では新城島民は大原集落への疎開を命じられたが、同地でマラリアにかかる者が多発し（戦争マラリア）、1945年（昭和20年）には島の人口255名中、24名が死亡している。
下地島では1953年（昭和28年）6月6日に大原中学校下地分校が、1954年（昭和29年）4月5日に大原小学校下地分校がそれぞれ廃校となり、1955年（昭和30年）頃から西表島や石垣島への転出が増加した。そして、1962年（昭和37年）8月に最後の住民が上地島に移転して、下地島は廃村となった。1965年（昭和40年）10月1日には、パナリ牧場組合が下地島全体を牧場として牧畜を開始している。
上地島では、1963年（昭和38年）に上地中学校が大原中学校に統合された頃から、子供の中学進学とともに島民が一家で島を離れるようになった。1975年（昭和50年）2月23日には、長年望まれていた西表島からの海底送水が実現したが、同年3月に、過疎化のため上地小学校は廃校となった。1988年（昭和63年）3月22日には海底送電が開始され、1日15時間の制限給電から24時間給電になった。
前述の通り、2022年（令和4年）現在では、新城島の人口は住民基本台帳上でも13人にとどまっている。

## 産業

### 観光
観光業者が石垣島等からのツアーを催行している。また、西表島からシーカヤックでのツアー等も行われている。なお、2005年（平成17年）3月に、西表島からのシーカヤックツアーの帰路でガイドを含め3人が死亡する事故が発生している。2009年（平成21年）にはシュノーケリング中の死亡事故も発生している。
新城島への年間入域観光者数は2008年（平成20年）までは概ね1千人台だったが、2009年（平成21年）以降は2千人を超え、2013年（平成25年）以降は3千人前後となっている（コロナ禍後を除く）。
年間入域観光客数
| 年度 | 1990年  | 1995年  | 2000年  | 2005年  | 2006年  | 2007年  | 2008年  | 2009年  | 2010年  | 2011年  | 2012年  | 2013年  | 2014年  | 2015年  | 2016年  | 2017年  | 2018年  | 2019年  | 2020年  | 2021年 | 2022年 |
| ---- | ------- | ------- | ------- | ------- | ------- | ------- | ------- | ------- | ------- | ------- | ------- | ------- | ------- | ------- | ------- | ------- | ------- | ------- | ------- | ------ | ------ |
| 人数 | 1,776人 | 1,678人 | 1,780人 | 1,240人 | 1,224人 | 1,874人 | 1,931人 | 2,623人 | 3,195人 | 2,596人 | 2,248人 | 3,190人 | 3,529人 | 3,175人 | 2,974人 | 2,938人 | 3,097人 | 3,262人 | 1,483人 | 136人  | 319 人 |

かつて1972年（昭和47年）3月にヤマハリゾートが、小浜島を拠点に、上地島、西表島（仲間川河口のヤッサ島）を結ぶ開発計画を公表。ヤッサ島は農地法により土地の転用ができなかったため開発が断念され、小浜島及び上地島での開発が行われた。小浜島にははいむるぶしが開業。上地島では竹富町立上地島小学校跡地及び私有地を買収し、はいむるぶしの別館「はいむるぶしパナリ」として5室の宿泊施設が建設され、一時稼動していた。このリゾート開発は、1984年（昭和59年）に石原慎太郎が発表し、1998年（平成10年）に映画化された「秘祭」のモデルになったとされる。その後、宿泊施設跡は新城島公民館に無償譲渡されて、建物は解体されている。

### 畜産

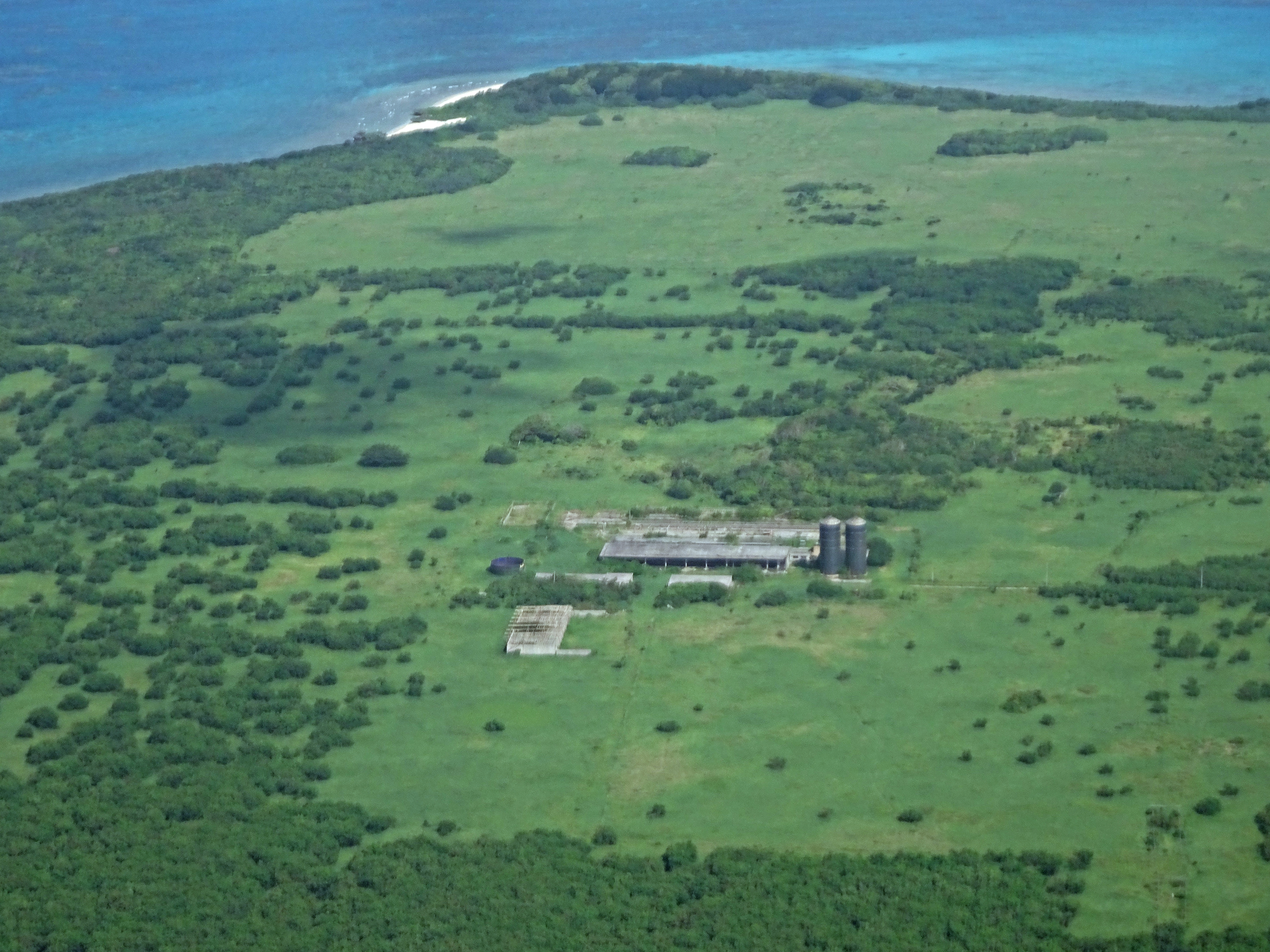
下地島の牧場の空中写真（2024年6月）

1965年（昭和40年）10月1日に、パナリ牧場組合が黒島から下地島に黒毛和牛を移入し、下地島全体を牧場として牧畜を開始した。この牧場は、2002年（平成14年）にパナリ牧場からヤイマ・ブリーダー・ランチに経営が委譲されている。2010年（平成22年）の黒毛和牛の飼養頭数は254頭。

## 公共施設
金融機関や郵便局、商店・公衆電話・公衆便所・警察署・駐在所・消防署・診療所・信号はない。
1975年（昭和50年）に廃校になった上地島の竹富町立上地島小学校跡は、企業の所有地となっていたが、新城公民館が出身者から寄付を募って用地を取得し、2014年（平成26年）に公民館施設を兼ねた防災施設が完成している。鉄筋コンクリート構造2階建て、建築面積225m2で、1階には集会所、舞台、研修室が設けられ、2階はライフジャケットや食糧を備蓄する防災備蓄庫とされている。海抜が4mの集落で津波の際の避難場所を確保するため、外階段でつながる屋上は海抜13mを確保している。

### インフラ
上水道（西表島より海底送水）、電気（海底送電）、固定電話回線、ブロードバンドインターネット接続（ADSL、2008年（平成20年）4月1日開始）が整備されている。
携帯電話は、au、ソフトバンクのサービスエリア内であるが、各社携帯電話の基地局はないので一部海岸沿い以外では携帯電話は通じない。

## 名所・旧跡・自然その他

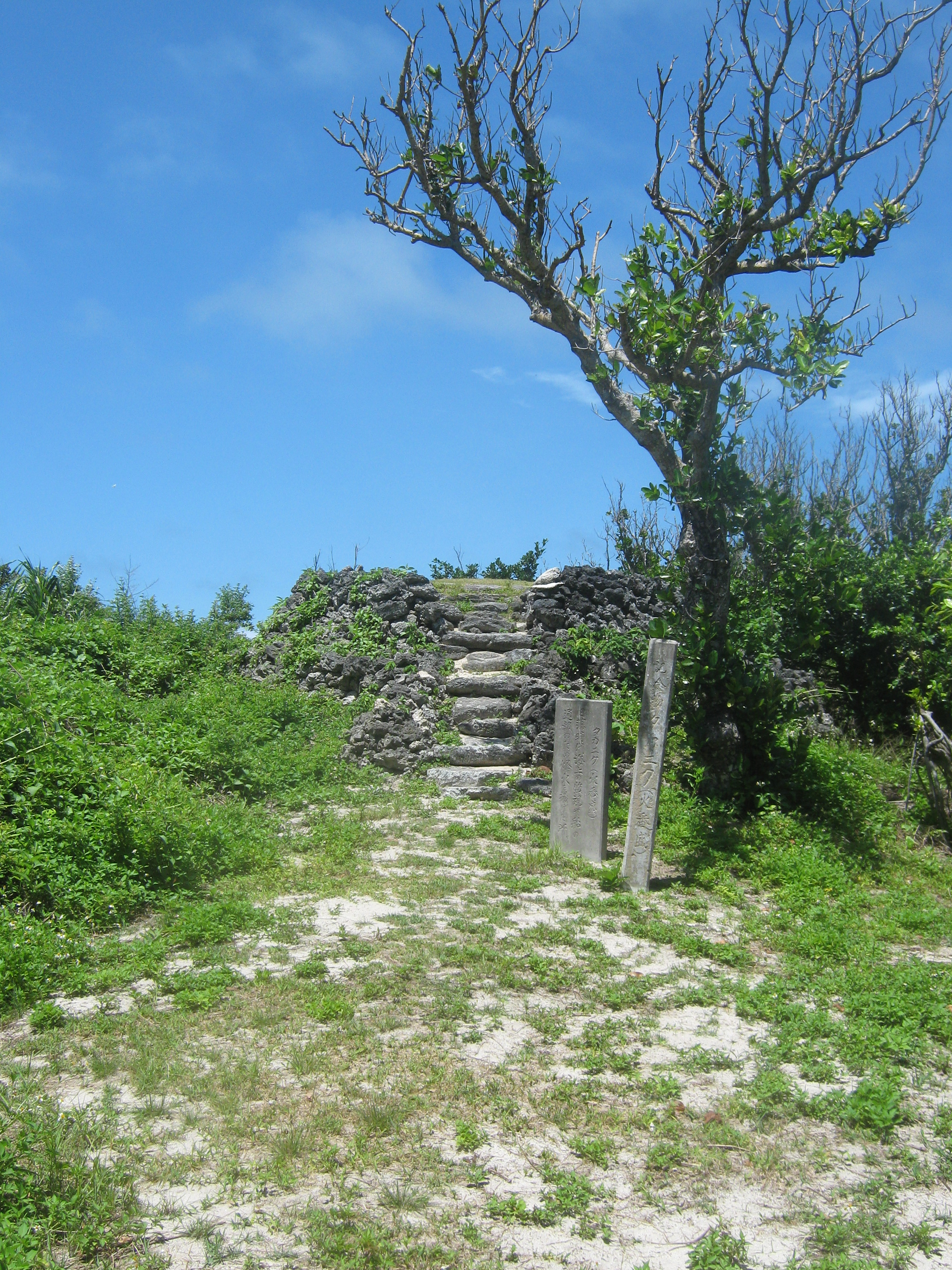
タカニク

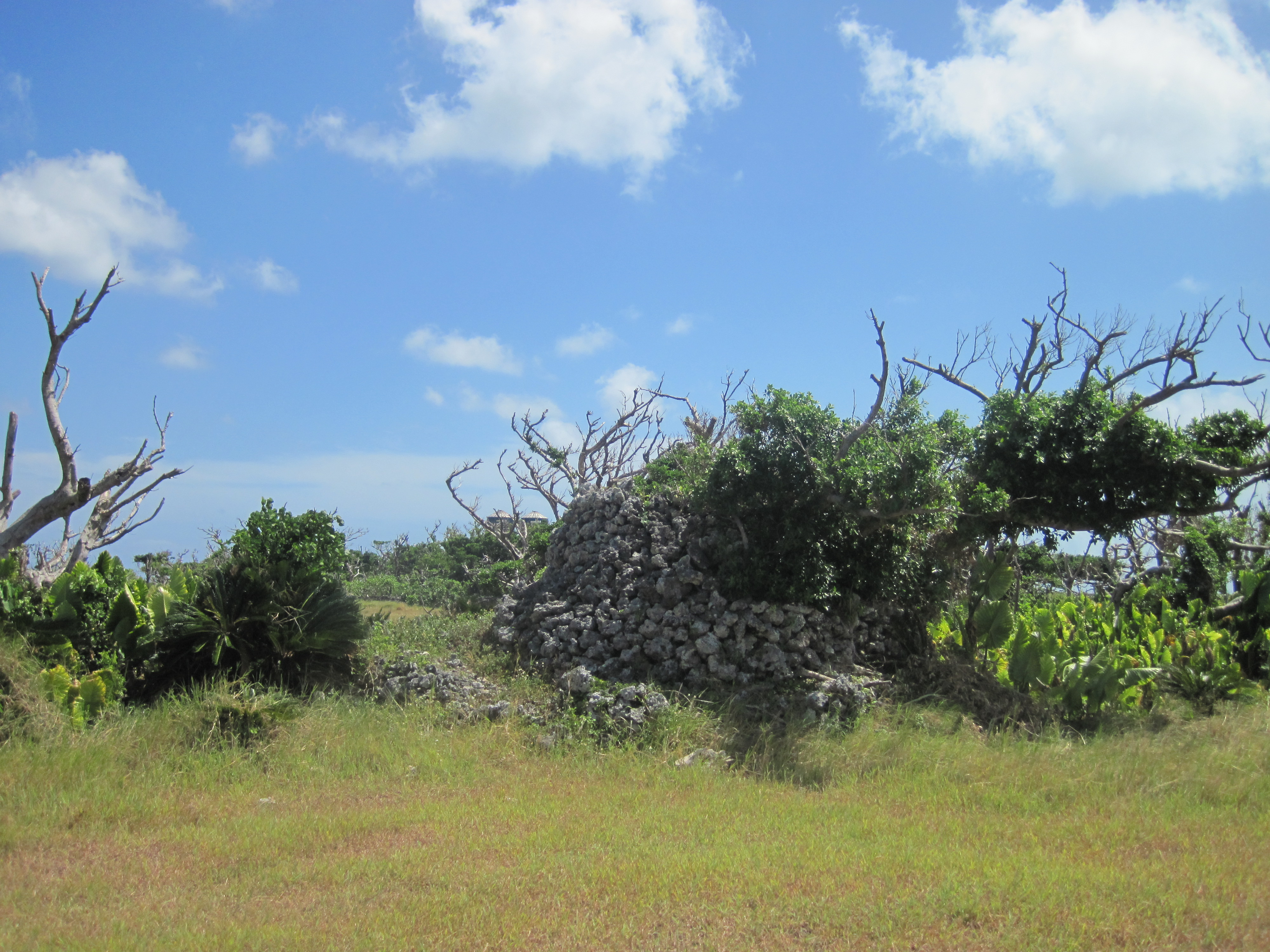
中森（波照間ムリ）

### 文化財
国指定史跡
- 先島諸島火番盛 - 琉球王国時代に異国船等を監視し、のろしを焚いて島伝いに石垣島の蔵元に通報した遠見台の跡で、石積みの遺構が残っている。
  - タカニク（上地島） - 集落の北側の上地島で最も標高が高い地点に位置する[47][48]
  - 中森（波照間ムリ）（下地島）

竹富町指定史跡
- クイヌバナ（上地島 竹富町史跡 1972年（昭和47年）8月30日指定） - 上地港近くに位置し、かつては灯台的のような役割を果たしていた[49][50]

竹富町指定無形民俗文化財
- 越の頂節、サーサー節、パナリヤーマーぬ前の海、越後節 - 竹富町指定無形民俗文化財（民謡の部）
- 越の頂節、サーサー節、パナリヤーマーぬ前の海、クイヌウベ狂言、節祭の巻踊 - 竹富町指定無形民俗文化財（舞踊・狂言の部）

### 旧跡
新城島には古琉球から近世にかけての遺跡が多数ある。
上地島
- ニシヌブシヌヤー遺跡 - 島の北端近くの海岸にある。砂浜に突き出た崖の上に約30m四方の石垣が築かれており、土器や陶磁器が見つかっている。ニシヌブシヌヤーは「北の武士の館」という意味で、かつて武士の館があったともいわれる。
- ポンヤマー遺跡 - ニシヌブシヌヤーから南西に約200mの海岸にある。ニシヌブシヌヤー同様に、砂浜に突き出た崖の上に石垣が築かれており、規模はニシヌブシヌヤーより大きい。一辺3mほどの方形の石積墓が6基あり、やはり土器や陶磁器が見つかっている。ニシヌブシヌヤー（北の武士の館）に対してパイヌブシヌヤー（南の武士の館）とも呼ばれる。
- ウブドゥムル遺跡 - ウブドゥ村の跡といわれ、屋敷囲いがある。

下地島
- ナーシキ貝塚 - 八重山式土器やパナリ焼などが発掘された。
- 伝ウィスク村跡遺跡 - 大量の土器と輸入陶磁器が発掘されている。
- 伝ナーメ村跡遺跡
- 伝フザトゥ村跡遺跡
- 伝マヒヤン村跡遺跡
- 伝アラスク村跡遺跡
- 伝フカバレー村跡遺跡

### 御嶽
新城島には12の御嶽がある。
上地島
- アールウガン（東御嶽） - 集落の東側にある。イショーウガン（磯御嶽）とも呼ばれる。かつて新城島は琉球王府から人頭税としてジュゴンの干し肉の上納を義務付けられており、この御嶽にジュゴンの頭骨を奉納して豊漁を祈願した。
- イルウガン（西御嶽） - 集落の西側にある。
- ナハウガン（美御嶽） - 集落の北側にある。
- パンガナシヰウガン（シヰサブエーヌ御嶽） - 集落から離れた東側にある。

下地島
下地島には8つの御嶽があり、八御嶽（ヤーヤマ）と呼ばれた。1964年（昭和39年）に解願（パジニガイ）が行われてすべての祭祀が停止しており、1984年（昭和59年）以降、各御嶽には記念碑が建立されている。
- アーリウワン（東御嶽） - 島の東北海岸にある。
- イリウワン（西御嶽） - 島の南西海岸にある。
- パンゾウワン（繁盛御嶽） - 東御嶽と同じ敷地にある。
- ナナゾウワン（七門御嶽） - 島の北海岸付近に位置する。7つの入口があることから名づけられた。イショーワン（磯御嶽）とも呼ばれる。100頭余のジュゴンの頭骨が奉納されている[54]。
- ナハヤマワン（中山御嶽） - アカムタ御嶽ともいう。
- マラパイヤワン（マラパイヤ御嶽） - 水の神を祀る。
- ナハスコワン（中城御嶽） - 島の中心部にある。
- カンヤドゥルワン（神宿る御嶽） - 島の中心部にある。

### 海岸・海
- 浜崎海岸 - 上地島の南部にあり、下地島を望むことができる[55][56]。
- 恋路ヶ浜 - 上地港の近くに位置する[57]。
- 新城島マイビシ海域公園地区 - 上地島の北西１km沖に位置する西表石垣国立公園の海域公園地区のひとつ。面積179.7ha。1977年（昭和52年）7月1日指定、2012年（平成24年）3月27日拡張[58][59]。竜宮の根と呼ばれるダイビングポイント等がある[60]。

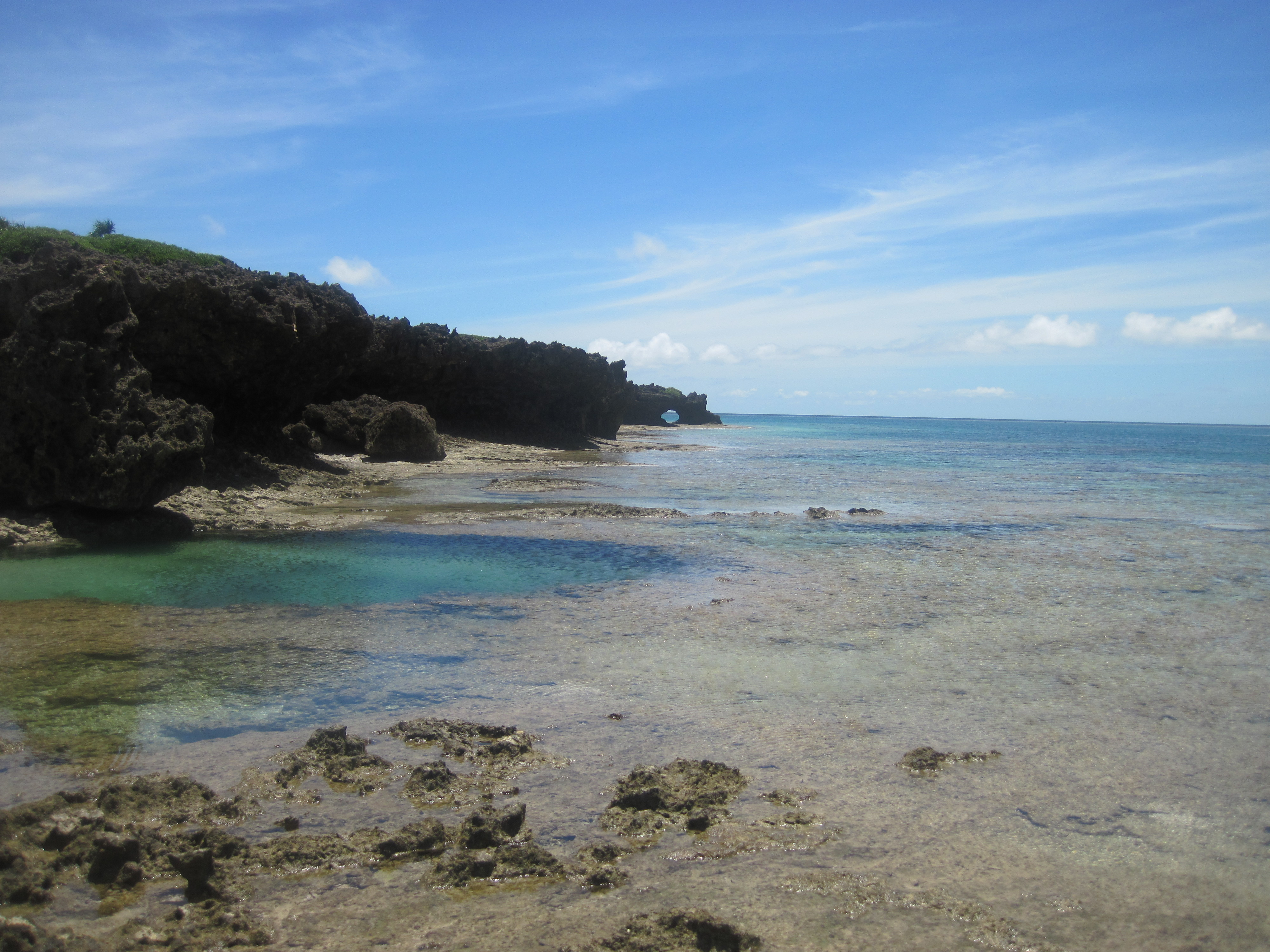
下地島南の海岸
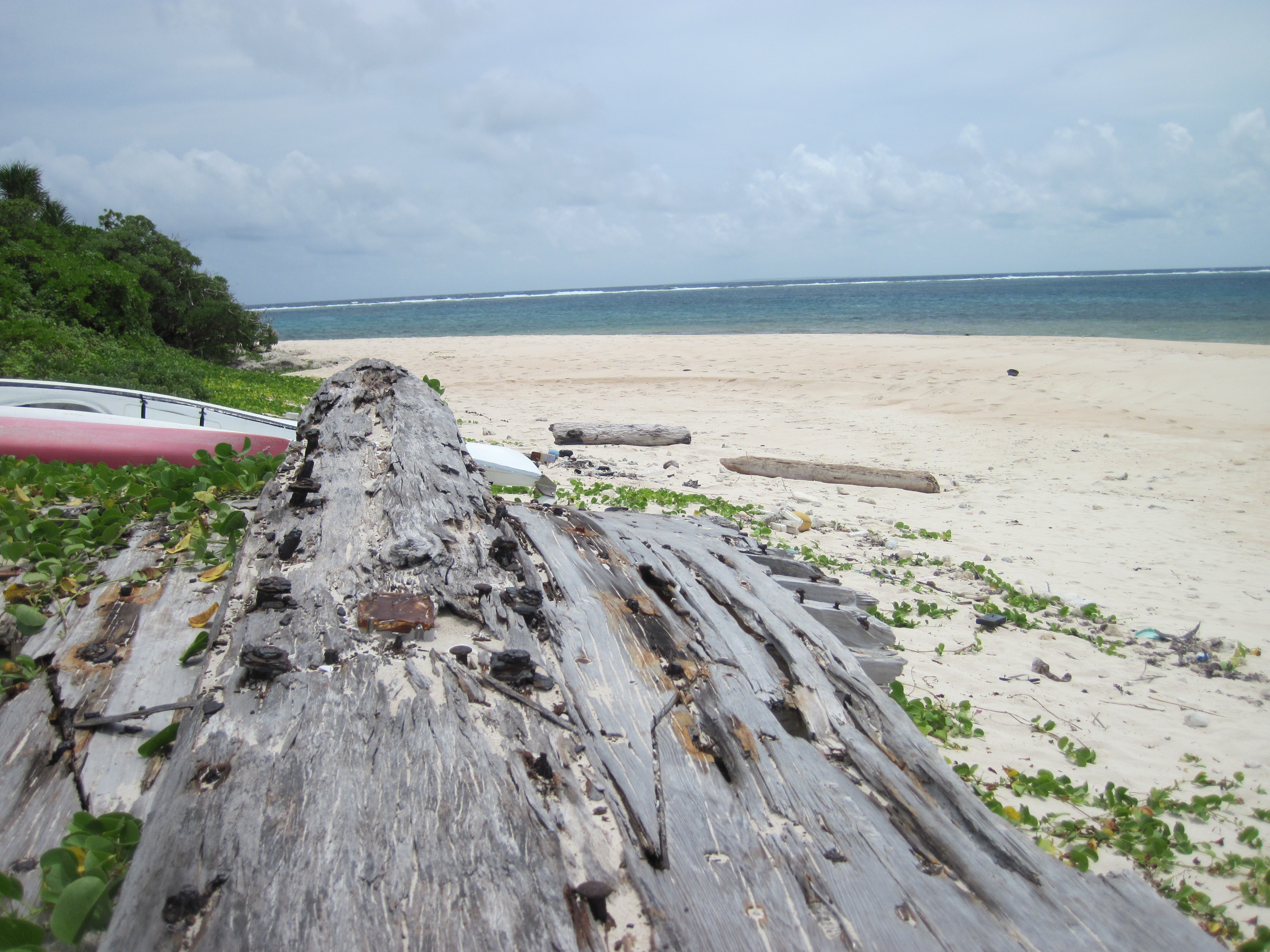
下地島南西端の海岸
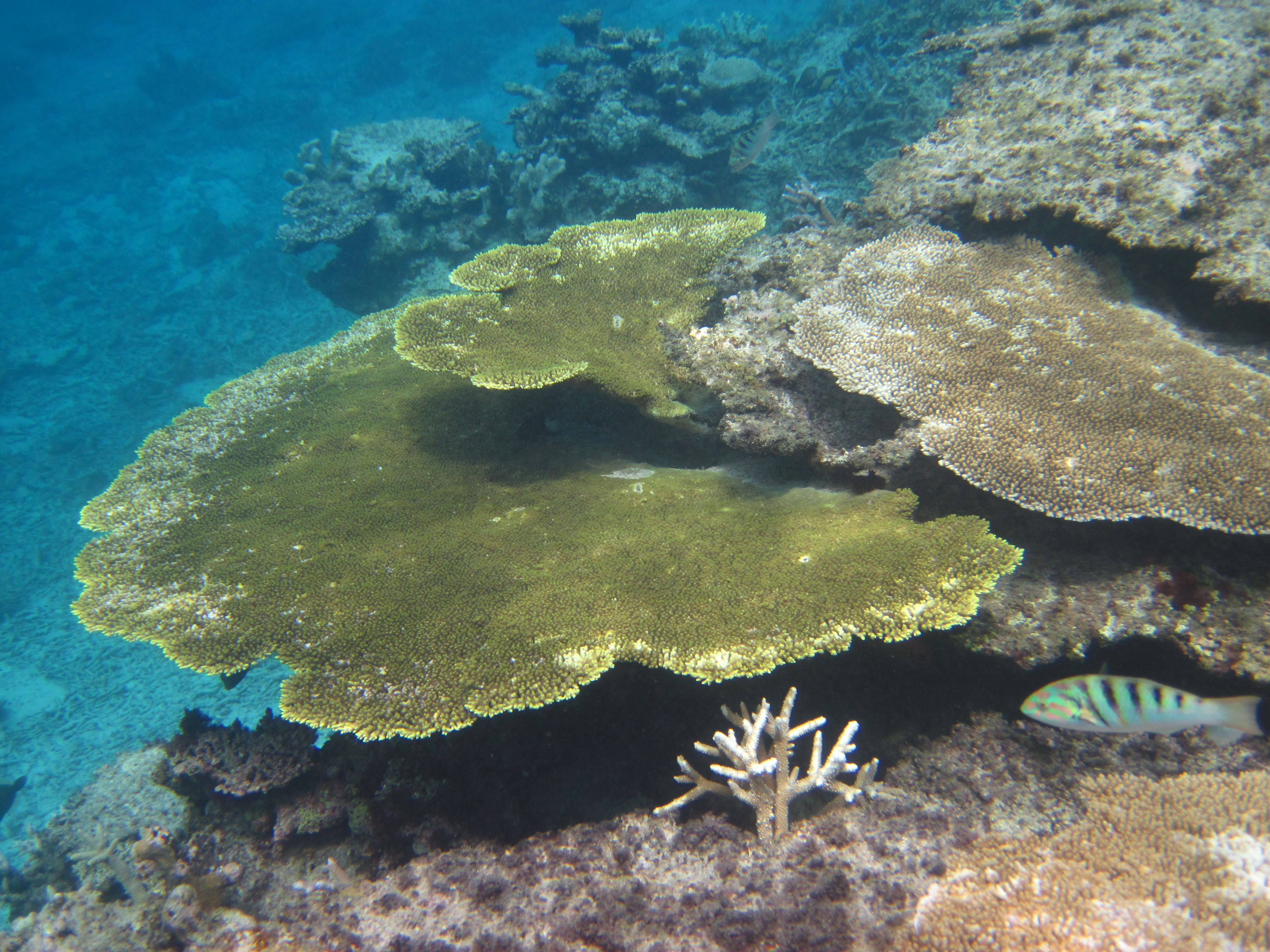
新城島沖のサンゴ

### 祭事・催事
- 豊年祭（上地島） - 旧暦6月。アカマタ・クロマタ[40]・獅子舞。
- 結願暦（上地島） - 旧暦8月。ミルク練行列、舞踊。
- 節暦（上地島） - 旧暦7月～8月。巻踊り。

## 交通

### 空港
空港はない。上地島に急患空輸等のためのヘリポートが整備されている。

### 港湾
- 上地港 - 日本最南端の地方港湾。上地島の集落近くに位置する[62][63]。防波堤、物揚場、船揚場等が整備されている[64]が、竹富町では上地港への浮桟橋設置を要望している[65]。定期航路はなく、ツアー船またはチャーター船の利用が一般的である。なお、新城公民館から要請があった場合には、石垣島-西表島間の定期船が臨時寄港することがある[39][66]。
- 下地港 - 下地島北端にある港。定期航路はない。

## 新城島に関連する作品
- 秘祭 - 1984年に発表された石原慎太郎の小説。後に映画・演劇化された。新城島でのリゾート開発や祭祀をモデルにしたとされる[40]。
- 空と海をこえて - 1989年にTBSテレビで放送された新城島を舞台とするスペシャルドラマ[67]。